# Herb powiatu lubańskiego
Herb powiatu lubańskiego – jeden z symboli powiatu lubańskiego, ustanowiony 26 października 2000.

## Wygląd i symbolika
Herb przedstawia na tarczy gotyckiej dzielonej w słup od prawej bocznicy tarczy w polu złotym półorzeł czarny ze srebrną półksiężycową przepaską sierpową poprzez skrzydło i pierś, z wyprowadzonym z niej srebrnym półkrzyżem na piersi orła. Od lewej bocznicy tarczy dziesięć pasów czarnych i złotych poczynając od czarnego u czoła tarczy kończąc złotym u podstawy tarczy.